# Éléonore Evéquoz
Éléonore Evéquoz est une escrimeuse suisse née le 20 mai 1986. Elle est la fille de l'escrimeur Guy Evéquoz et la sœur cadette de l'escrimeur Guillaume Evéquoz. Elle appartient au Cercle d'escrime de Sierre.

## Palmarès
- Championnats d'Europe
  -  Médaille de bronze par équipes aux championnats d'Europe 2009 à Plovdiv[1]